# Joseph W. Tkach
Joseph W. Tkach (nacido el 16 de marzo de 1927 y fallecido el 23 de septiembre de 1995) fue el sucesor designado de Herbert W. Armstrong, fundador de la Iglesia de Dios Universal. Tkach fue elegido presidente y Pastor General de esa denominación protestante tras la muerte de Armstrong en 1986.
Tkach creció dentro de la fe de la Iglesia Ortodoxa Rusa, pero después, su familia. incluyendo a sus padres, se sintieron interesados por la Comunión Internacional de la Gracia, a través de la emisión radiofónica de Herbert W. Armstrong, el fundador de la Iglesia.. El 31 de marzo de 1951, Tkach se casó con Elaine Apostolos, con la que tuvo tres hijos: Joseph Jr., Tanya, and Jennifer. La Comunión Internacional cambió de nombre en 1968 a Iglesia de Dios Universal, la Iglesia que dirigiría Tkach.
Tkach encabezó una importante transformación doctrinal de la Iglesia de Dios Universal, y el abandono de las doctrinas no convencionales de Armstrong llevando a la denominación protestante hacia la corriente principal del cristianismo evangélico. Su hijo, Joseph Tkach Jr., continuó su trabajo y en 1997 la Iglesia de Dios Universal se convirtió en miembro de la Asociación Nacional de Evangélicos.
Durante el mandato de Tkach, los cambios que aplicó agitaron una gran controversia y disenso entre los que continuóaron practicando la teología enseñada por Armstrong. Los disidentes fueron considerados como una herejía y muchos se separaron para formar nuevas denominaciones. Dentro de la corriente principal de la denominación, algunos han elogiado las reformas de Tkach.